# Olav Tryggvason (estátua)

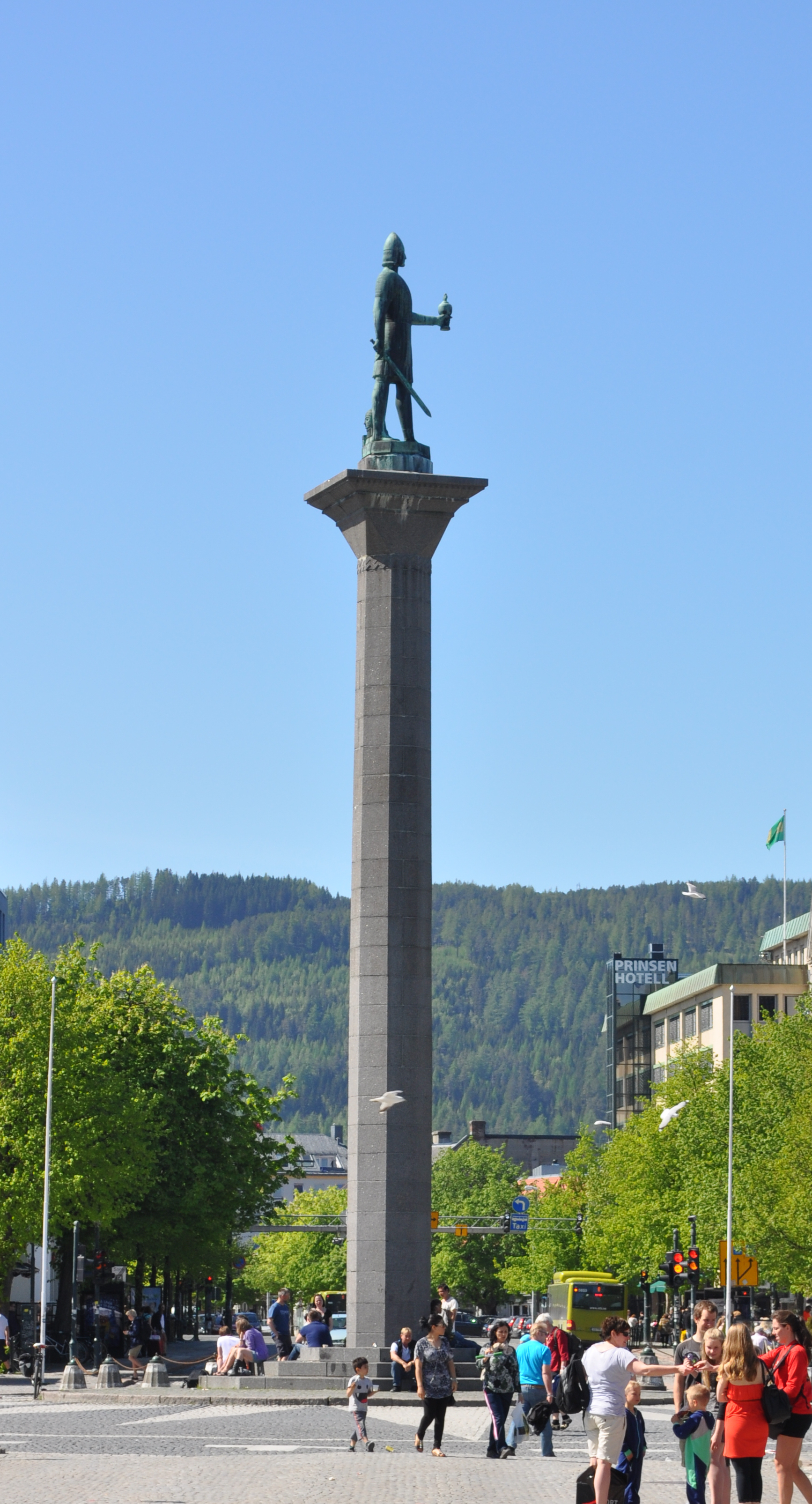
A estátua de Olav Tryggvason

Uma estátua de Olav Tryggvason está localizada em Trondheim, na Noruega. Esculpida pelo escultor Wilhelm Rasmussen, ela homenageia o Rei Olav Tryggvason, que foi o fundador da cidade.
A estátua de 18 metros de altura está montada no topo de um obelisco. Fica no centro da praça da cidade ( Torvet i Trondheim ), no cruzamento das duas ruas principais, Munkegata e Kongens gate. A estátua foi inaugurada em 1921. Ao redor da base da estátua há um mosaico de paralelepípedos, datado de 1930, que forma um gigantesco relógio solar . O relógio solar é calibrado para UTC +1, o que significa que a leitura é imprecisa em uma hora no verão.